# Jōmō Shinbun
Il Jōmō Shinbun (上毛新聞?) è un quotidiano diffuso nella prefettura di Gunma, in Giappone. È stato fondato nel 1887.